# 福阿德·迈巴扎
福阿德·迈巴扎（阿拉伯语：فؤاد المبزع，1933年6月15日—2025年4月23日），突尼斯政治人物，出生于，在法国巴黎获得经济学和法学学士学位。

## 生平
曾先后担任突尼斯青年体育局长（1976－1978年），卫生部长，新闻和文化部长，驻联合国日内瓦办事处大使（1981－1986年），驻摩洛哥大使（1986－1987年）等职务。1997年至2011年担任突尼西亞國民代表大會議長。
自2010年12月起，突尼斯爆发茉莉花革命，总统本·阿里于2011年1月14日宣布解散政府，流亡沙特阿拉伯。
突尼斯总理穆罕默德·加努希随即发表声明，宣布根据宪法接管总统职权并在国会众、参两院议长的监督下宣誓代行总统职权。
次日上午突尼斯宪法委员会召开紧急会议，认为加努希总理继任共和国总统违反宪法，同时根据宪法第57款之规定，认定突尼斯共和国的总统职位“处于永久性空缺状态”，应由众议长代行总统职权，并最迟在60天之内举行大选。福阿德·迈巴扎因此就任突尼斯代理总统。